# 박하뇌
박하뇌(薄荷腦) 또는 멘톨(Menthol)은 박하나 기타 민트류의 기름에서 추출하거나 합성해 얻는 유기 화합물이다. 말랑말랑한 결정질의 물질인 박하뇌는 투명하거나 흰색을 띠고, 실온에서는 고체 상태이나 그보다 온도가 조금 더 높으면 녹기 시작한다.

## 같이 보기
- 방향 화합물
- 살리실산 메틸
- 증기 압력